# Leonardo Wadel
Leonardo André Wadel es considerado el primer guionista de historietas de Argentina.

## Biografía
Se desconocen importantes datos biográficos como su fecha de nacimiento y también la de su posible fallecimiento (aunque podría haber sido en 2003).

## Obra
Comienza su trabajo en 1936 con “Kharú, el hombre misterioso”, en la “Revista Mustafá" con dibujos de Carlos Ciernen.
En 1945 escribe, junto a Mirco Repetto, “Vito Nervio”, que relata las aventuras de un detective, con dibujos de Emilio Cortinas y Alberto Breccia publicado en el semanario Patoruzito (Editorial Dante Quinterno).
En 1946 escribe "Conjuración en Venecia", con dibujos de Jorge Pérez Del Castillo.
También en 1946, escribe “A la conquista de Jastinapur”, inspirado en las leyendas de La India, con los dibujos del uruguayo Emilio Cortinas.
A comienzos de los años 50, escribe el guion para “Sabú” de Carlos Gabriel Roume, para la Editorial Códex.
En 1953 “Duval y Gordon” con dibujos de Enrique Vieytes, tira publicada en la Revista Pimpinela.
Wadel dijo una vez sobre el oficio de guionista: “No hay dibujo que apuntale un mal argumento. Lo contrario, en cambio, suele ocurrir: que un buen argumento apuntale y defienda bravamente un dibujo regular”.